# South Cairo
South Cairo es un lugar designado por el censo ubicado en el condado de Greene en el estado estadounidense de Nueva York. En el Censo de 2020 tenía una población de 590 habitantes y una densidad poblacional de 98,66 habitantes por km². Fue incluido como CDP en el censo de 2020.

## Geografía
South Cairo se encuentra ubicado en las coordenadas 42°16′37″N 73°57′24″O / 42.27694, -73.95667. Según la Oficina del Censo de los Estados Unidos,  tiene una superficie total de 5,98 km², todos correspondientes a tierra firme.